# Jatropha decipiens
Jatropha decipiens är en törelväxtart som beskrevs av Marcus Eugene Jones. Jatropha decipiens ingår i släktet Jatropha och familjen törelväxter. Inga underarter finns listade i Catalogue of Life.